# Saint-Maximin, Oise

Saint-Maximin este o comună în departamentul Oise, Franța. În 1 ianuarie 2022 avea o populație de 3.153 de locuitori.